# Амар Дас
Гуру Амар Дас (в.-пандж. ਗੁਰੂ ਅਮਰਦਾਸ; 5 мая 1479, Амритсар, Делийский султанат —1 сентября 1574, Гоиндвал, Империя Великих Моголов) — третий сикхский гуру.
Был учеником гуру Ангада, который назначил Амар Даса своим преемником, хотя ученик был старше учителя на 25 лет. Амар Дас родился в вишнуитской семье и был ревностным индуистом до зрелых лет. Амар Дас стал сикхским гуру в 1552 году, когда центром общины была деревня Гоиндвал. При Амар Дасе сикхская община консолидировалась, и двадцать две манджи (территориальные единицы) в различных частях Индии свидетельствовали о росте её влияния и значения. Стремясь сделать сикхскую общину хорошо организованной и сплоченной, Амар Дас установил, что дважды в год — весной в месяце байсакх (апр.—май) и осенью на Дивали — вся община собирается возле гуру. Он воспитывал сикхов в духе всеобщего братства независимо от касты, чему способствовали общие трапезы, введенные в обычай еще гуру Нанаком, но ставшие при Амар Дасе элементом ритуала. Амар Дас уделял много внимания разработке повседневного сикхского ритуала, различным традициям общинной жизни, сделал многое для того, чтобы устранить неравенство женщин. В «Ади Грантх», как считается, вошли 907 гимнов Амар Даса.
Учеником и преемником Амар Даса стал Рам Дас.

### Становление преемником Гуру Ангада и обретение статуса третьего сикхского Гуру
В результате приверженности Бхаи Сахиба принципам сикхов, самоотверженного служения и преданности их общему делу, Гуру Ангад Дев, назначил Гуру Амар Даса Сахиб Джи третьим Шри Гуру Нанаком Сахибом в марте 1552 года в возрасте 73 лет. Он основал свою штаб-квартиру в недавно построенном городе Гоиндвал Сахиб, который основал Гуру Ангад Дев.
Вскоре, большое количество сикхов начало стекаться в Гоиндвал, чтобы увидеть нового Гуру. Между тем, идя против воли своего отца, Дату, один из сыновей Гуру Ангада, провозгласил себя Гуру в Хадуре после смерти своего отца. Он так завидовал Гуру Амар Дасу, что вместе с небольшой группой своих сторонников отправился в Гоиндвал, чтобы противостоять Гуру.
Увидев Гуру Амар Даса, сидящего на троне в окружении своих последователей, он сказал: «До вчерашнего дня ты был простым слугой в доме; как ты смеешь называть себя Мастером?». В этот момент Дату так сильно ударил престарелого Гуру Амар Даса, что тот упал на пол. Заняв место Учителя, он провозгласил себя Гуру перед собранием сикхов. Сангат был потрясен, поскольку это не только противоречило желанию Гуру Ангада, но и противоречило многовековому уважению, которое люди Индии и Пенджаба питали к своим старейшинам, пнуть уважаемого Гуру было действительно шокирующим.
Гуру Амар Дас, однако, в полном смирении выпрямился и погладил ногу Дату, сказав: «Я стар, и мои кости очень огрубели, я боюсь, что они повредили твою нежную ногу». В тот же вечер он покинул Гоиндвал и вернулся в свою родную деревню Басарке.
В Басарке Гуру Амар Дас заперся в маленьком домике для уединенной медитации. Он никому не сказал, куда направляется, но на случай, если кто-нибудь выследит его, прикрепил к входной двери объявление, в котором говорилось: «Тот, кто открывает эту дверь, не мой сикх, и я не его Гуру».
Делегация верных сикхов во главе с Баба Буддой нашла дом и, увидев объявление на входной двери, в конце концов решила «идти между словами Гуру», прорубив дыру в стене, чтобы добраться до своего любимого Гуру. Тогда Баба Будда сказал Гуру: «Гуру-Сахиб, будучи высшим йогом, мы знаем, что ты не заботишься ни о чем в этом мире – ни о славе, ни о богатстве, ни о последователях, но мы не можем жить без твоего руководства. Гуру Ангад привязал нас к твоему порогу, куда нам теперь идти, если ты не укажешь нам дорогу?»
Под мольбы сикхов Гуру Амар Дас, ошеломленный их преданностью, вернулся в Гоиндвал, Дату, не сумевший собрать собственных последователей, вернулся в Кхадур.

## Источник
- Индуизм. Джайнизм. Сикхизм / Под общ.ред. М. Ф. Альбедиль и А. М. Дубянского. — М.: Республика, 1996. — 576 с.

[[Категория:]]